# Mirepeisset
Mirepeisset – miejscowość i gmina we Francji, w regionie Oksytania, w departamencie Aude. Przez miejscowość przepływa rzeka Cesse. 
Według danych na rok 1990 gminę zamieszkiwało 410 osób, a gęstość zaludnienia wynosiła 79 osób/km² (wśród 1545 gmin Langwedocji-Roussillon Mirepeisset plasuje się na 559. miejscu pod względem liczby ludności, natomiast pod względem powierzchni na miejscu 1007.).